# منیژه سلیمی
منیژه (نیاز) سلیمی بازیگر تئاتر، سینما و تلویزیون اهل ایران است که در سال ۱۳۶۶ به کانادا مهاجرت کرد.

## آثار

### سینمایی
- با من از فردا بگو (۱۳۶۶)
- خبرچین (۱۳۶۶)
- اجاره‌نشین‌ها (۱۳۶۵)
- سراب (۱۳۶۵)
- شکار (۱۳۶۶)
- ۲۰۲۲ - تهرانتو[۱]

### تلویزیونی
- رویای شیرین (شبکه وان)
- نفت پر (۱۳۶۶)
- شبکه تلویزیونی روستای کارآباد (۱۳۶۶)
- سیمای اقتصاد ما (۱۳۶۶)
- آژیر[۲] (۱۳۶۵)
- میان‌پرده‌های دلسوز